# Собх-и-Азаль

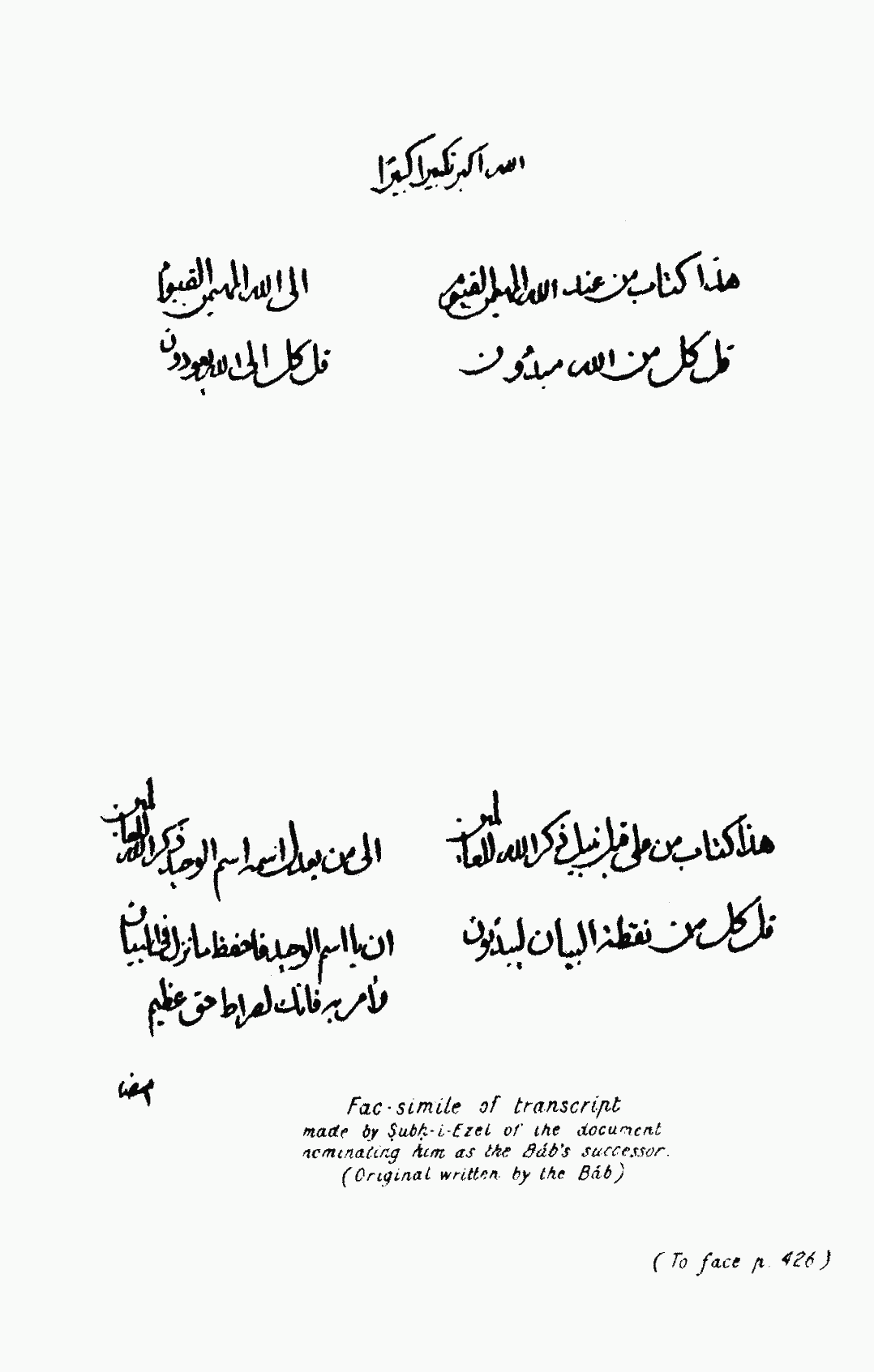
Письмо-Назначение Собх-и-Азаля преемником Баба (первый лист)

Собх-и-Азаль (араб. ﺼﺑﺢ ﺍﺯﻞ‎ — Утро Вечности) (1831—1912), настоящее имя Мирза Йахья, сын Мирзы Аббаса из Нура, известного среди азалитов как Мирза Бузург (с перс. — «Великий Учёный»). В вере бахаи, нарушитель Завета, не принявший лидерство Бахауллы как «того, кого явит Бог» в соответствии с Персидским Байаном Баба.

## Жизнь
Собх-и-Азаль (Мирза Йахья) родился в арабском районе города Тегерана. Он рано лишился родителей: мать умерла при родах, а отец — когда Йахье было всего три года.
Собх-и-Азаль рос под присмотром своей сводной матери и при поддержке сводного брата Мирзы Хусейна Али, известного, как Бахаулла, который был старше его на 13 лет. Согласно рассказам Мирзы Хусейна Али и других родственников, Собх-и-Азаль был крайне тих и нежен, он не любил играть с детьми своего возраста. Он изучал персидский и был успешен в каллиграфии, но арабский не был его любимым предметом.
Собх-и-Азалю было тринадцать лет, когда Баб начал публично проповедовать новую веру (бабизм). Собх-и-Азаль стал преданным последователем Баба. Это, очевидно, произошло в 1847.
По представлениям азалитов, «Главный Смысл» (Баб) возложил на Собх-и-Азаля состояние Зеркала-корабля и обратился к нему в своих скрижалях в терминах: «Ты есть Я, а Я есть Ты». Тот день, совпавший с 25-м числом месяца Навруз, Баб предписал помнить как праздничный день. В это время Собх-и-Азалю было девятнадцать лет, и он проживал в Тегеране.
В Тегеране была осуществлена попытка убийства шаха Насира-аль-Дина. В список людей, причастных к тому убийству, среди других имен были включены, по ложному обвинению, имена Собх-и-Азаля и Мирзы Хусейна Али. Азаль бежал и скрывался от преследований, приняв имя дервиша Мухаммада. Позже он женился на второй жене Баба, чем вызвал гнев многих баби. Во вторник 6-го числа месяца Джамади-Аувал 1285 года Хиджры (25 августа 1868 Р. Х.) Бахаулла и его семья были сосланы в Акку, а Собх-и-Азаль и его семья — на Кипр. Акка и Кипр были под контролем Османской империи.
Согласно османским записям, во время прибытия на Кипр Собх-и-Азаля сопровождали две жены, шесть сыновей и четыре дочери. Причина для разделения двух братьев в Эдирне была в следующем: Бахаулла незадолго до этого официально объявил, что он есть «тот, кого Бог явит».
Собх-и-Азаль проживал на Кипре до своего Вознесения в понедельник 12 числа месяца Джамади-аль-Аувал (Jamadi-al-Awwal) 1330 года Хиджры (понедельник 27 апреля 1912) в семь часов утра.

## Основные труды
Собх-и-Азаль оставил множество рукописей и, не считая тех, что разрушены его врагами, сегодня сохранилось более 120 малых и больших томов с его священными рукописями. Наиболее известные и доступные из них:
1. Трактат о Царстве (на русском языке)
2. «Персидский Байан» (Продолжение — на персидском языке)
3. Этика Духовности (на арабском языке)
4. Труды Вечности (на арабском языке)
5. Семь Миров и Семь Чувств (на арабском языке)
6. Книга «Помощник» (на арабском языке)
7. Книга «Свет» (на арабском языке)
8. Книга «Дух» 1 & 2 (на арабском языке)
9. Книга «Единство» (на арабском языке)
10. Книга «Жизнь» (на арабском языке)
11. Книга «Сияние» (на арабском языке)
12. Книга «Элегия» 1 & 2 (на персидском — арабском)
13. Святость Вечности (на арабском языке)
14. Бдительный (на арабском языке), Предисловие (на английском)
15. Скрижали о Радости (на арабском языке)
16. Одна сотня и десять молитв (на арабском языке)
17. Песни Духа (на арабском языке)

Некоторые из них и многие другие можно найти на персидском, арабском и английском языках на следующих сайтах:
- http://www2.h-net.msu.edu/~bahai/index/azal/azal.htm Архивная копия от 6 декабря 2019 на Wayback Machine
- http://www.bayanic.com

## Родословная
- Семейное Древо Мирзы Бузурга (по Джаляль Азалю) можно найти в Приложении II к «Краткой биографии Его Святости Собх-и-Азаля», представленной Атийей Рухи".
- Детальное Семейное Древо Собх-и-Азаля